# Hits!
Hits! – amerykański komediodramat w reżyserii Williama R. Greenblatt'a.

## Opis fabuły
Ważna teczka została skradziona Vinny (Victor Arnold).Jego asystent Kelly (Martin Sheen) musi szybko zareagować i zatrudnia dwóch oszustów, którzy śledzą rywala. Jeden z mężczyzn jest kryminalistą, drugi jest amatorem.

## Obsada
- Rick Washburn jako Pick Up Man
- Julie Moret jako Joey
- Michael Hadge jako Gun Man
- Jeff Monahan jako Mickey
- Victor Arnold jako Vinny
- Shae D'Lyn jako Dozzie
- Annie Humphreys jako Kelnerka
- Sully Boyar jako Pan Dougherty
- James Bulleit jako Mark
- James Marshall jako Dommy
- Alanna Ubach jako Angie
- Martin Sheen jako Kelly
- Luke Toma jako Eddie
- Mario Todisco jako Kierowca

i inni